# Сан Костантино Албанезе
Сан Костантино Албанезе (итал. San Costantino Albanese) је насеље у Италији у округу Потенца, региону Базиликата.
Према процени из 2011. у насељу је живело 534 становника. Насеље се налази на надморској висини од 648 м.

## Становништво
Према резултатима пописа становништва 2011. у општини је живело 778 становника.
| 1931. | 1936. | 1951. | 1961. | 1971. | 1981. | 1991. | 2001. | 2011. |
| ----- | ----- | ----- | ----- | ----- | ----- | ----- | ----- | ----- |
| 1.455 | 1.588 | 1.758 | 1.773 | 1.540 | 1.270 | 1.077 | 884   | 778   |